# Helveti
Helveti (latinsko Helvetii), keltsko pleme ali plemenska zveza, ki je v času Rimske republike v 1. stoletju pr. n. št. naseljevalo večino švicarske planote.  Julij Cezar piše, da so bili razdeljeni na štiri plemena ali page, omenja pa samo Verbigene in Tigurine. Posidonij poleg Tigurinov omenja tudi Tugenoje (starogrško Τωυγενοί). Helveti so igrali pomembno vlogo v galskih vojnah, ker so z neuspelim poskusom selitve v jugozahodno Galijo leta 58 pr. n. št. služili kot povod za Cezarjevo osvojitev Galije. 

## Etimologija
Endonim Helvetii bi lahko izhajalo iz korena elw, ki v valižanščini pomeni zaslužek ali dobiček, in staroirskega  prefiksa il-, ki pomeni mnogi ali mnogovrstni. Ime se je tolmačilo tudi kot bogati z zemljo, kar naj bi nastalo iz elu- - številen in *etu- - ozemlje ali pašnik.
Iz imena Helvetov izhajata sodobni imeni Švice – Helvetia in Švicarske konfederacije - Confoederatio Helvetica.

## Plemenska organizacija
Od štirih helvetskih plemen - pagov Cezar omenja samo Verbigeve in Tigurine,  Posidonij pa poleg njih še Tugenoje. Slednji bi lahko bili, ali pa tudi ne, istovetni s Tevtoni, ki jih omenja Livij. Antični pisci so Tevtone uvrščali med Germane, Helvete pa med Galce, čeprav je takšna delitev sporna.
Helveti so po Cezarjevih zapisih leta 58 pr. n. št. zapustili svoje ozemlje, na katerem so imeli 400 vasi in 12 utrjenih naselij (oppidum) Cezarjevi podatki o celotnem številu prebivalcev temeljijo na številu zajetih Helvetov, ki je po seznamih, napisanih v grščini, doseglo 263.000 ljudi. Mednje so bili všteti vojščaki, starejši moški, ženske in otroci. Sodobni poznavalci trdijo, da je njihovo število občutno previsoko.
Kot veliko drugih plemen, tudi Helveti v času spopada z Rimom niso imeli svojega kralja. Namesto njega jim je vladal razred plemičev (equites). Ko se je Orgetoriks, eden od najvplivnejših in najbolj častihlepnih helvetskih plemičev, nameraval razglasiti za kralja, mu je grozila smtrna kazen s sežigom na grmadi. Cezar ne omenja naziva predstavnikov plemena, ki so opravili sodni postopek, ampak zanje uporablja izrat civitas, ki pomeni državo ali pleme in magistratus, ki pomeni uradnike.

## Zgodovina

### Najstarejši zgodovinski viri in poselitev
Ime Helveti je prvič omenjeno na napisu na posodi iz Mantove približno iz leta 300 pr. n. št.. Napisan je v etruščanski pisavi. Bere se kot eluveitie in tolmači kot etruščanska oblika keltskega (h)elvetios (Helveti) in se domnevno nanaša na moža helvetskega porekla, ki je živel v Mantovi.
Plinij je v svojem Prirodoslovju, ki je nastalo okoli leta 77 n. št., zapisal mit o keltski poselitvi Cisalpske Galije, v katerem je glavni junak Helvet z imenom Helico.  Helico je delal v Rimu kot obrtnik in se nato vrnil v domovino severno od Alp. S seboj je prinesel suhe fige, grozdje in nekaj olja in vina, ki so vzpodbudili  njegove sonarodnjake, da so vdrli v severno Italijo.
Grški zgodovinar Posidonij (približno 135-50 pr. n. št.), katerega dela so ohranjena samo v odlomkih drugih piscev, ponuja najzgodnejši zapis o Helvetih.  Posidonij je Helvete v poznem 2. stoletju  pr. n. št. opisal kot bogate z zlatom, vendar miroljubne, ničesar pa ni povedal o njihovem ozemlju. Njegova omemba izpiranja zlata bi lahko bila dokaz za zgodnjo prisotnost Helvetov na švicarski planoti, po kateri teče ena od zlatonosnih rek  Emme, ki jo omenja Posidonij. Takšno razlago se sedaj na splošno zavrača,  ker Posidonijeva pripoved o deželi Helvetov, ki so se pridružili vojnim pohodom Tevtonov, Kimbrov in Ambronov, opisuje južno Nemčijo in ne Švico.   
Helveti so prvotno živeli v južni Nemčiji, kar potrjuje aleksandrijski geograf Klavdij Ptolemaj (približno 90-168 n. št.), ki pripoveduje o  Ἐλουητίων ἔρημος - helvetskih pustinjah severno od Rena. Tacit piše, da so Helveti nekoč živeli na ozemlju med Renom, Majno in Hercinskim pogorjem. Svojo severno domovino so zapustili verjetno v poznem 2. stoletju pr. n. št. v času prvih germanskih vdorov v romanski svet, ko so med udeleženci velikih vpadov omenjeni Tigurini in Tougenoi/Toutonoi.

### Prvi stik z Rimljani
Germanski plemeni Kimbrov in Ambronov sta južno mejo Nemčije dosegli verjetno okoli leta 111 pr. n. št., kjer so se jim pridružili Tigurini in morda tudi Tevtoni. Natančna identiteta slednjih še vedno ni povsem jasna.
Plemena so začela skupno invazijo na Galijo, vključno z rimsko provinco Narbonsko Galijo. Tigurini so leta 107 pr. n. št. v bitki pri Agendicumu (Agenu) premagali rimsko vojsko pod poveljstvom konzula Lucija Kasija Longina in ga ubili. Po Cezarju so Tigurini rimske ujetnike ponižali, tako da so jih vpregli v volovski jarem, kar je izzvalo tako javen kot zaseben bes. Edini vir opisanega dogodka je Cezar, ker so se od Livijevih zgodb ohranile samo Periochae, kratek povzetek vsebin, v katerih so omenjeni rimski talci, ne pa tudi njihovo vpreganje v jarem.
Leta 105 pr. n. št. so zavezniki pri Arausiju uničili drugo rimsko vojsko in začeli pustošiti Hispanijo, Galijo, Norik in severno Italijo. Leta 103 pr. n. št. so se razdelili v dve skupini: Tevtoni in Ambroni so šli skozi Provinco na zahod, Kimbri in Tigurini pa so prečkali vzhodne Alpe, verjetno preko pralaza Brenner. Tevtone in Ambrone je leta 102 pr. n. št. uničil rimski general Gaj Marij, Kimbri in Tigurini pa so prezimili v Padski nižini. Naslednje leto je Gaj Marij v bitki pri Vercelah skoraj popolnoma uničil še Kimbre. Tigurini, ki so sprva nameravali slediti Kimbrom, so se s plenom preko Alp vrnili v domovino, kjer so se pridružili Helvetom, ki se vojnih pohodov niso udeležili.

### Cezarjev pohod proti Helvetom

#### Uvod
Helveti so bili prvo galsko pleme, s katerim se je spopadel Cezar na njegovem pohodu v Galijo. Cezar je dogodke podrobno opisal v svojih Komentarjih galskih vojn, v katerih je zaradi njihove politične narave poveličeval svoje dosežke in izkrivljal pomembnost nekaterih dogodkov in nagibe udeležencev.
Kot pobudnik nove selitve Helvetov, v kateri naj bi celo pleme zapustilo svoje ozemlje in, tako pravi Cezar, ustvarilo nadoblast nad celo Galijo, je predstavljen plemič Orgetoriks.  Selitev so načrtovali več kot tri leta. Orgetoriks se je v tem času povezal s plemičema iz sosednjih plemen: Kastikom iz plemena Sekvanov in Dumnoriksom iz plemena Eduov. Oba zaveznika naj bi vsak v svojem plemenu prevzela oblast, potem pa bi se vsi trije kralji združili. Ko so za njihove načrte izvedeli Helveti, so Orgetoriksa pozvali pred sodišče, ki bi ga v primeru dokazane krivde obsodilo na smrt na grmadi. Obsodbo so preprečile govorice, da mu prihaja na pomoč deset tisoč privržencev in podložnikov, potem pa je Orgetoriks v nepojasnjenih okoliščinah nepričakovano umrl. Helveti so bili prepričani, da si je sodil sam.
Helveti kljub temu niso preklicali svoje načrtovane selitve, ampak so leta 58 pr. n. št. požgali svoje domove in se odpravili na pot. Pridružila so se jim tudi številna plemena iz sosednjih pokrajin: Ravriki, Latobrigi, Tulingi in skupina Boov, ki je oblegala Norejo. Naseliti so se nameravali na ozemlju Santonov (Saintonge). Najlažja pot je vodila po dolini Rone in nato skozi rimsko provinco Narbonsko Galijio.

#### Bitka pri Saoni
Ko so prišli do meje z Alobrogi, najsevernejšega plemena v Provinci, so ugotovili, da je Cezar že porušil most v Ženevi, da bi ustavil njihovo napredovanje. Helveti so k Cezarju poslali svojega najuglednejšega moža, da bi izpogajal miren prehod skozi Provinco. Cezar si je izgovoril nekaj časa za premislek in ga  izkoristil za zbiranje okrepitev na južnem bregu Rone. Ko so se poslanci na dogovorjeni dan vrnili, je odkrito zavrnil njihovo prošnjo. Helveti so zato izbrali težjo severno pot preko ozemlja Sekvanov, ki je obšla Provinco in prečkala Švicarsko Juro. Helveti so opustošili ozemlje Eduov, ki do poklicali na pomoč Cezarja, in začeli prečkati Saono, kar je trajalo nekaj dni. Ko je na vzhodnem bregu reke ostala samo še četrtina Helvetov, jih je Cezar napadel in pobil. Cezarju piče, da so bili pobiti Tigurini, katerim se je maščeval v imenu Republike in svoje družine.
Po bitki so Rimljani hitro premostili reko, s čimer so vzpodbudili Helvete, da jim pošljejo nove pogajalce, ki jih je tokrat vodil Diviko. Tudi Diviko je Cezarja spominjal na sramoten poraz leta 107 pr. n. št., po katerem  so ga imenovali bello Cassio dux Helvetioru, se pravi vodja Helvetov v kasijskem bojnem pohodu. Čeprav so Helveti Cezarju ponudili domala popolno vdajo, saj so se bili pripravljeni naseliti kjerkoli po Cezarjevi želji in mu istočasno grozili z odprtim spopadom, če bi ponudbo zavrnil, je Cezar je od njih zahteval talce in povračilo škode, ki so jo povzročili Eduom in Alobrogom. Diviko jim je na to odgovoril, da "so Helveti navajeni prejemati in ne dajati talcev, kar lahko potrdijo sami Rimljani". Pri tem je verjetno namigoval na talce po rimskem porazu pri Agenu. 

#### Bitka pri Bibrakti
V konjeniški bitki, ki je sledila, so Helveti premagali Cezarjeve zaveznike Edue pod Dumnoriksovim poveljstvom in nadaljevali s pohodom, Cezarjeva vojska  pa se je ustavila zaradi kasnitve dobav žita, ki jih povzročili Edui na Dumnoriksovo pobudo po njegovi poroki z Orgetoriksovo hčerko. Nekaj dni kasneje je Cezar pri edujskem opidu Bibrakti dohitel Helvete in se z njimi zapletel v veliko bitko, ki se je končala z umikom Helvetov in zaplembo večine njihovih zalog.
Helveti so v naslednjih štirih dneh prepoptovali 60 km in dosegli ozemlje Lingonov v sedanji francoski podprefekturi Langres. Cezar jih ni zasledoval, ampak je preko slov opozoril Lingone, naj jim ne nudijo nobene pomoči. Helveti so nato ponudili takojšnjo vdajo in se strinjali tako s predajo talcev kot z odložitvjo orožja naslednjega dne.  Ponoči je približno 6.000 Verbigenov iz strahu, da jih bodo pobili, pobegnilo iz tabora. Cezar je za njimi poslal konjenico in ukazal, da bodo tiste, ki jih bodo pripeljali v tabor, "imel za sovražnike", kar je verjetno pomenilo, da jih bo prodal v suženjstvo.

#### Vrnitev migrantov
Cezar je Helvetom, Tulingom in Latobrigom dovolil vrnitev v domovino in obnovo domov pod pogojem, da bodo branili rimsko mejo na Renu pred vpadi Germanov. Alobrogom je ukazal, naj jih oskrbijo z zadostno količino žita.  Cezar ne omenja Ravrikov, ki so po svoji vrnitvi najbrž zgradili nov opid Basel-Münsterhügel. Eduom je bila odobrena želja, da se Boi kot njihovi zavezniki lahko naselijo v opidu Gorgobina. 
Vsebina Cezarjevega dogovora s Helveti in drugimi plemeni ni podrobno opisana, Cicero pa v svojem govoru Balboa leta 56 pr. n. št. omenja Helvete med rimskimi federati, se pravi zavezniki, ki niso bili niti državljani Rimske republike niti njeni podložniki, vendar so morali skladno s pogodbo Rimljane podpreti z dogovorjenim številom za boj sposobnih mož.

#### Cezarjevo poročilo o številu udeležencev
Cezar pravi, da so po zmagi v helvetskem taboru našli tablice, napisane v grškem jeziku, na katerih so bili podrobni seznami z imeni vseh oboroženih mož in celotno število žensk, otrok in starejših, ki so jih spremljali. Na seznamih je bilo skupno 263.000 Helvetov, 36.000 Tulingov, 14,000 Latobrigov,  23.000 Ravrakov in 32.000 Bojev, skupno 368.000 ljudi, od katerih je bilo 92.000 vojščakov. V domovino se je vrnilo približno 110.000 preživelih, se pravi da je vojno preživela manj kot tretjina migrantov.
Cezarjevo poročilo so samo delno potrdila arheološka izkopavanja v bližini Ženeve in Bibrakte. Večine njegovih zapisov arheologija še ni potrdila, zato je treba na obširne dele njegove pripovedi gledati kot na pristranske, v nekaterih točkah tudi malo verjetne: samo eden od petnajstih keltskih opidov na ozemlju Helvetov je bil dokazano uničen z ognjem, mnogo drugih mest, na primer svetišče v Mormontu, ne kaže nobenih znakov uničenja v omenjenem času in keltsko življenje se je nadaljevalo na videz brez motenj vse do konca 1. stoletja pr. n. št., v tem obdobju pa je bil vidnejši razcvet kot pa "helvetski somrak". Glede na to, da so dobili Helveti časten položaj federatov, je malo verjetno, da so imeli tolikšno število žrtev, kot ga omenja rimski poveljnik.
Številke, ki jim omenjajo antični vojaški poveljniki, so na splošno zelo pretirane. Število 368.000, ki ga omenja Cezar, je v drugem viru zmanjšano na 300.000 (Plutarh) in celo 200.000 (Apijan). Po sodobnih kritičnih analizah so tudi te številke mnogo previsoke. Furger-Gunti trdi, da je bila vojska s 60.000 bojevniki ob upoštevanju opisane taktike zelo malo verjetna in predvideva, da je realno štela okoli 40.000 bojevnikov od skupno 160.000 migrantov.
Delbrück domneva, da je bilo celotno število migrantov celo manjše od 100.000 in da je bilo med njimi samo 16.000 borcev. To bi pomenilo, da je bila keltska vojska približno polovico manjša od rimske, ki je štela 30.000 mož. Natančno število ne bo nikoli ugotovljeno. Cezarjevi podatki so vprašljivi  tudi zaradi zelo enostavne sodobne primerjave, kakšen tovorni vlak bi bil potreben za prevoz 368.000 ljudi in njihove prtljage. Za najmanjše število ljudi, ki ga omenja Fuger-Gunti, bi moral biti dolg najmanj 40 km, morda celo 100 km.
Kljub sodobnim uravnoteženim številčnim podatkom je treba za obe nasprotni armadi upoštevati, da so bile bitke in rimske zmage mnogo manj veličastne, kot jih opisuje Cezar. Glavnina helvetske vojske se je po bitki pri Bibrakti v mraku umaknila z bojišča in zapustila, tako vsaj izgleda, večino svojih voz, iz katerih je zgradila utrdbo. Na hitrem nočnem pohodu se je odpravila proti severu in štiri dni po bitki prišla do ozemlja Lingonov. Tisto, kar Cezar opisuje kot brezglavi beg brez postanka, je bil pravzaprav urejen umik z zmerno hitrostjo kakšnih 40 km na dan. Cezar se zato ne more predstavljati za veličastnega zmagovalca, saj tri dni ni bil sposoben zasledovati Helvetov, ker je moral  "oskrbeti ranjence in pokopati mrtve", vsekakor pa je opozoril Lingone, naj ne oskrbujejo nasprotnika vsaj toliko časa, da mu helvetski voditelji ponovno ponudijo mir. Pod kakšnimi pogoji je bil mir sklenjen, je še vedno sporno, kot že rečeno pa sklenitev feodusa meče senco dvoma na popolnost helvetskega poraza. 

#### Motivi
Na Cezarjeve Komentarje so močno vplivali njegovi politični cilji, zato je težko ugotoviti dejanski motiv selitve Helvetov leta 58 pr. n. št.. Nekateri na selitev gledajo kot na umik Keltov z ozemelj, ki so kasneje postala germanska. Vprašljiva je tudi Cezarjeva trditev, da so se nameravali umakniti na ozemlje Santonov. Njegov osebni interes je bil prav gotovo tudi poudarjanje vseh vrst vzporedic med bolečimi vdori Kimbrov in Tevtonov in domnevnim helvetskim ogrožanjem rimskega sveta. Udeležba Tigurinov v uničenju Lucija Kasija Longina in njegove vojske je bila dobrodošla pretveza za napad na Galijo, ki mu je omogočila izpolniti njegove obveznosti do številnih upnikov, katerim je dolgoval denar,  kakor tudi utrditev njegovega političnega položaja v pozni Rimski republiki. V tej luči je prikazan tudi Diviko, ki se pojavi v Komentarjih pol stoletja po njegovi zmagi nad Longinom. Zdi se, da je prikazan bolj kot obrabljen argument, ki je opravičeval Cezarjev napad, kot aktualna zgodovinska osebnost. Več kot vprašljivo je tudi to, ali je bil Diviko leta 58 pr. n. št. sploh še živ in bil fizično sposoben prenesti selitev. Kakorkoli že, Diviko je v 19. stoletju in v gibanju "Geistige Landesverteidigung" v 20. stoletju postal švicarski nacionalni junak.

### Helveti kot rimski podložniki
Helveti in Ravraki so zelo verjetno izgubili položaj federatov samo šest let po bitki pri Bibrakti, ko so z 2.000 možmi podprli Vercingetoriksov upor proti Rimljanom. V obdobju med letoma 50 in 45 pr. n. št. so Rimljani na mestu helvetskega naselja Noviodunuma, sedanjega Nyona, ustanovili kolonijo Iulia Equestris, okoli leta 44. pr. n. št. pa na ozemlju Ravrakov kolonijo Raurica. Obe koloniji sta bili ustanovljeni verjetno zato, da bi obvladovali najpomembnejši vojaški poti med helvetskim ozemljem in Galijo in blokirali prehod med dolino Rone in Sandgauom.  
Med vladanjem cesarja Avgusta je bila rimska dominacija bolj konkretna. Nekateri tradicionalni keltski opidi, na primer Vindonissa (sedanji Windish) in Basilea (sedanji Basel) so postali sedeži rimskih garnizij, drugi, na primer hribovska utrdba na Bois de Châtel, pa so bili preseljeni. Prebivalci slednje so ustanovili nov civitas na bližnjem Aventicumu pri sedanjem Avenchesu. Helvetsko ozemlje je bilo vključeno v provinco Belgijsko Galijo, z Dioklecijanovimi reformami pa v Veliko Sekvanijo. Prebivalci so se postopoma romanizirali.

### Upor leta 68/69 n. št.
Izgleda, da se je zadnje dejanje Helvetov kot plemena zgodilo kmalu po smrti cesarja Nerona leta 68 n. št.. Helveti so bili tako kot druga galska plemena organizirani kot civitas in so celo obdržali svoje tradicionalno združevanje v štiri page. Uživali so določeno notranjo avtonomijo, vključno z obrambo nekaterih trdnjav s svojimi vojaki. V državljanski vojni, ki je sledila Neronovi smrti, je Civitas Helvetiorum  podprla Galbo in ne vedoč za njegovo smrt zavrnila oblast njegovega naslednika Vitelija. Legija XXI Rapax, ki je bila nameščena v Vindonissi in je podpirala Vitelija, je ukradla plačo helvetske garnizije, zato so Helveti prestregli Vitelijeve glasnike in zadržali rimsko posadko.  General Avl Kekina Alien, nekdanji Galbov pristaš, ki je bil zdaj na čelu Vitelijeve vojske na pohodu v Italijo, je porazil Helvete pod poveljstvom Klavdija Severja in na Bözberškem prelazu uničil še zadnje ostanke njihove vojske. Prestolnica Aventicum se je vdala. Julija Alpina, na katerega so gledali kot na vodjo helvetskega upora, so usmrtili. Helvetski civitas so se kljub veliki škodi in opustošenju obdržali. Po Tacitovem mnenju je Helvete pred popolnim iztrebljenjem rešila prošnja nekega Klavdija Kosa, helvetskega pogajalca pri Viteliju, ki je bil "dobro znan po svoji zgovornosti". 

## Potrjeni in domnevni keltski opidi v Švici
Porazdelitev latenske kulture pokopov v Švici kaže, da je bila švicarska planota med Laussano  in  Winterthurjem  relativno gosto poseljena. Največ naselij je bilo v dolini Aare med Thunom in Bernom ter Züriškim jezerom in reko Reuss. Izgleda, da je bil dobro poseljen tudi kanton Valais in pokrajine okoli Bellizone in Lugana, ki so bile izven helvetskih meja.
Skoraj vsi keltski opidi so bili zgrajeni v bližini velikih rek v notranjosti Švice in niso obstajali istočasno. Za večino njih, z eno ali dvema izjemama, njihova keltska imena niso poznana. Ohranjena predrimska imena so zapisana v oklepajih.
- Altenburg-Rheinau
- Basel
- Bern, Engehalbinsel (morda Brenodurum[35])
- Bois de Châtel, Avenches
- Eppenberg
- Jensberg
- Ženeva (Genava)
- Lausanne (Lousonna)
- Martigny (Octodurus)
- Mont Chaibeuf
- Mont Terri
- Mont Vully
- Sermuz
- Üetliberg, Zürich
- Windisch (Vindonissa)